# Idris vitreus
Idris vitreus är en stekelart som beskrevs av Kononova 1995. Idris vitreus ingår i släktet Idris och familjen Scelionidae. Inga underarter finns listade i Catalogue of Life.